# Pflegamt Wildenfels
Koordinaten: 50° N, 11° O

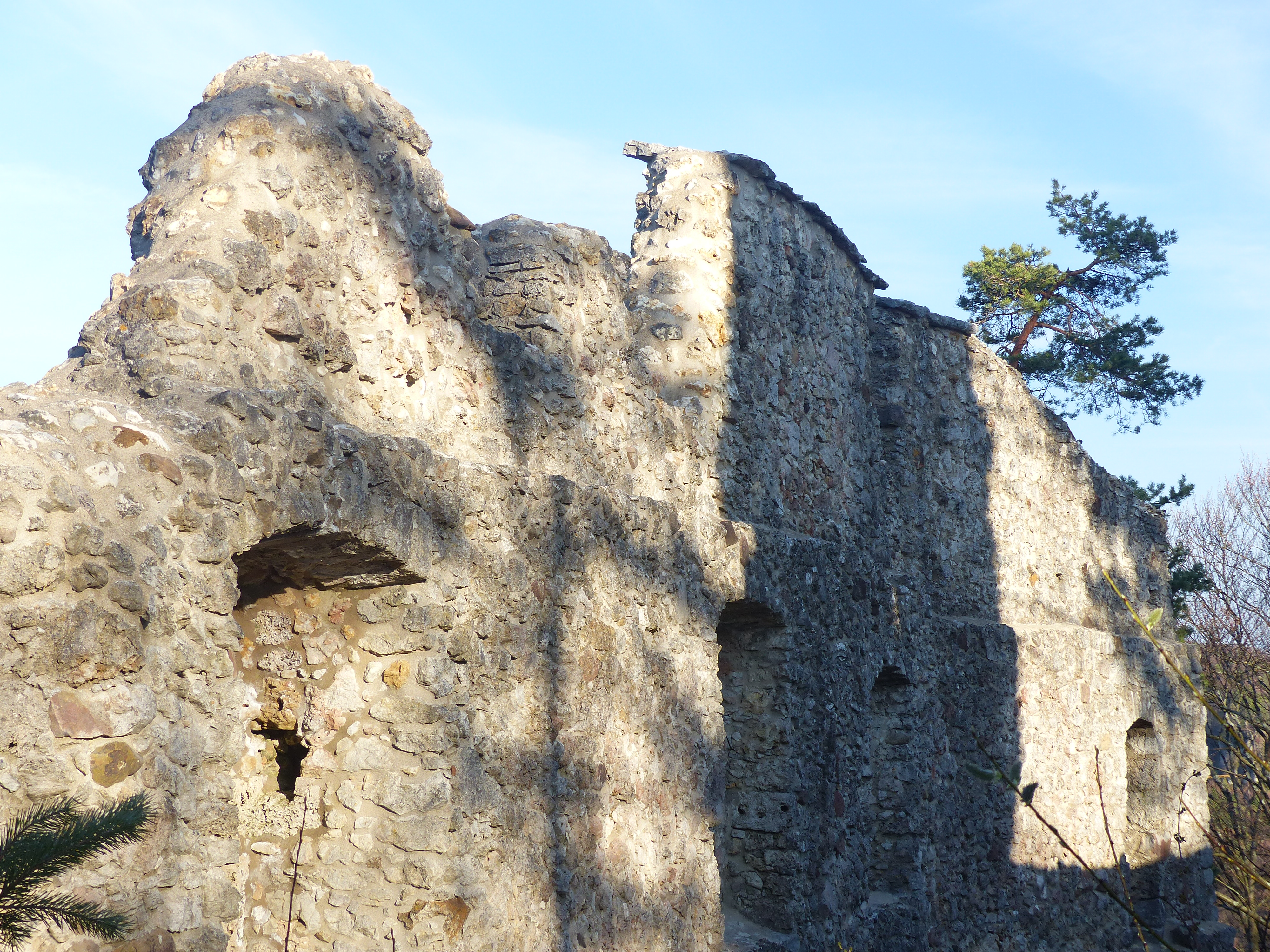
Die äußere Palasmauer der Burgruine Wildenfels, dem ehemaligen Verwaltungssitz des nürnbergischen Pflegamtes Wildenstein

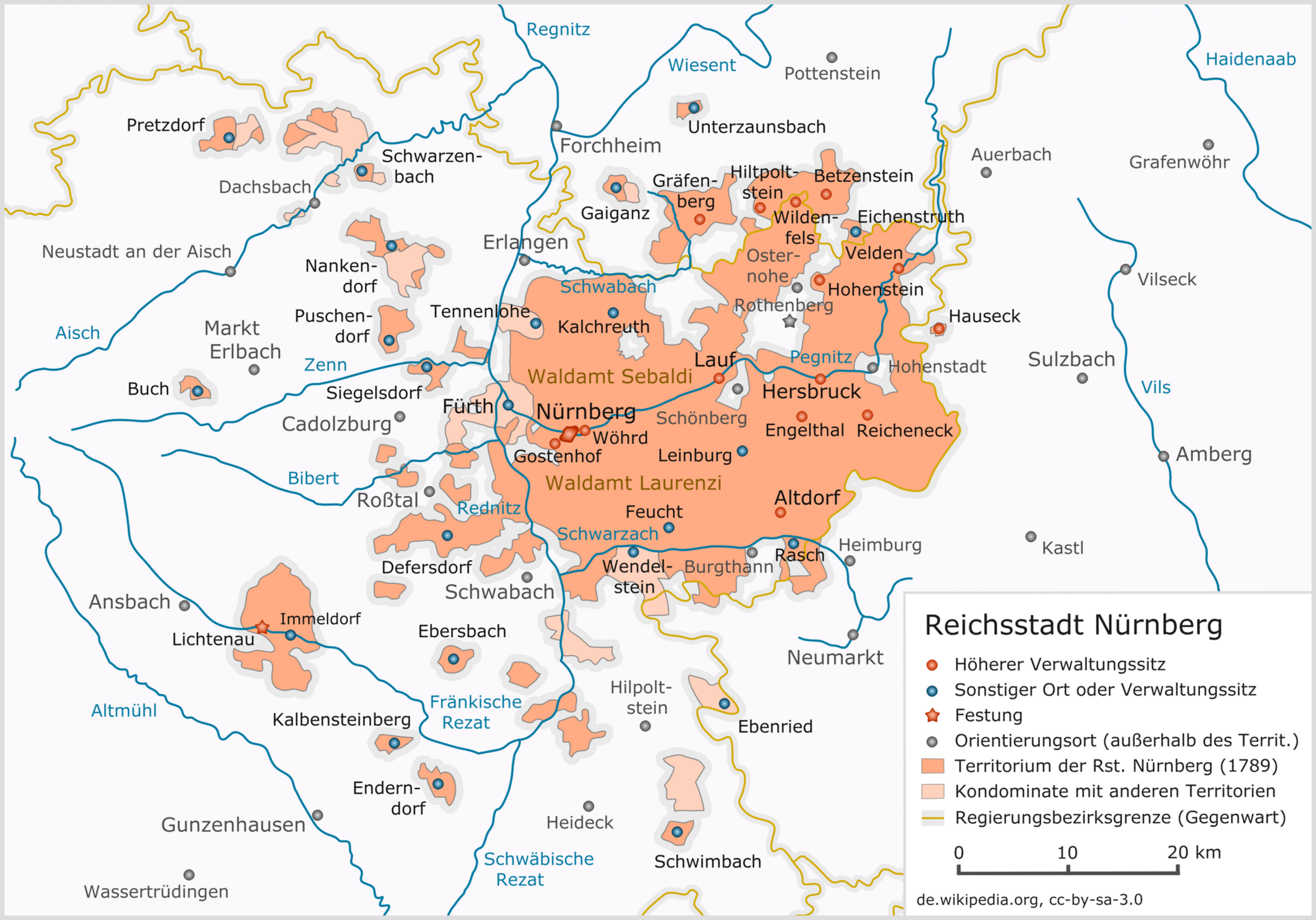
Das Landgebiet der Reichsstadt Nürnberg

Das Pflegamt Wildenfels war eines der zeitweise mehr als ein Dutzend Pflegämter umfassenden Gebiete, mit denen die Reichsstadt Nürnberg die Verwaltung ihres Territorialbesitzes organisiert hatte.

## Geschichte
Die Entstehung des Pflegamtes Wildenfels geht auf die Erwerbung der 1323 zum ersten Mal erwähnten Burg Wildenfels durch die Reichsstadt Nürnberg zurück. Bereits 1431 war es dem  reichsstädtischen Rat gelungen, das Öffnungsrecht über die Burganlage zu erlangen. Zugestanden wurde ihr dieses Recht vom damaligen Burgherrn, Hans III. Wildenstein, der selbst in den reichsstädtischen Streitkräften Militärdienst leistete. In den folgenden Jahrzehnten erfolgten dann mehrere Besitzwechsel, ehe die Burganlage im Jahr 1509 von zwei Nürnberger Bürgern erworben wurde. Doch schon zwei Jahre später verkauften diese den Besitz an ihre Heimatstadt, die ihre Neuerwerbung zunächst dem Pfleger des Pflegamtes Hiltpoltstein unterstellten und die anfallenden Verwaltungsaufgaben vor Ort zunächst einem auf der Burg wohnhaften Vogt anvertrauten. 1518 richtete die Reichsstadt dann das Pflegamt Wildenstein ein, dessen neu eingesetzter Pfleger nunmehr auf Burg Wildenfels residierte. Diese wurde während des zweiten Markgräflerkrieges am 27. Mai 1552 von Truppen des brandenburg-kulmbachischen Markgrafen Albrecht Alcibiades eingenommen und niedergebrannt. Am Ende dieses für alle beteiligten Mächte äußerst verlustreichen Krieges hatte sich die Reichsstadt zwar unter großen Mühen militärisch behaupten können, die Burg Wildenfels wurde allerdings nicht wieder aufgebaut. Lediglich das unterhalb der Ruinen gelegene Vogthaus im Wirtschaftshof der Burg wurde wiederhergestellt. Dieses fungierte in den folgenden Jahrzehnten als Dienstgebäude für den Wildensteiner Vogt, der nun wieder den Direktiven des Hiltpoltsteiner Pfleger unterstand. Ein eigener Pfleger für das nominell weiterhin bestehende Pflegamt Wildenstein wurde vom reichsstädtischen Rat hingegen nicht wiedereingesetzt. Im Jahr 1625 war die Existenz des Verwaltungsgebietes schließlich endgültig beendet, nachdem der Rat aus Gründen der Kosteneinsparung dessen Aufhebung angeordnet hatte und das bisherige Territorium des Pflegamtes Wildenfels nun auch formell dem Pflegamt Hiltpoltstein angliedert wurde.